# 生態球

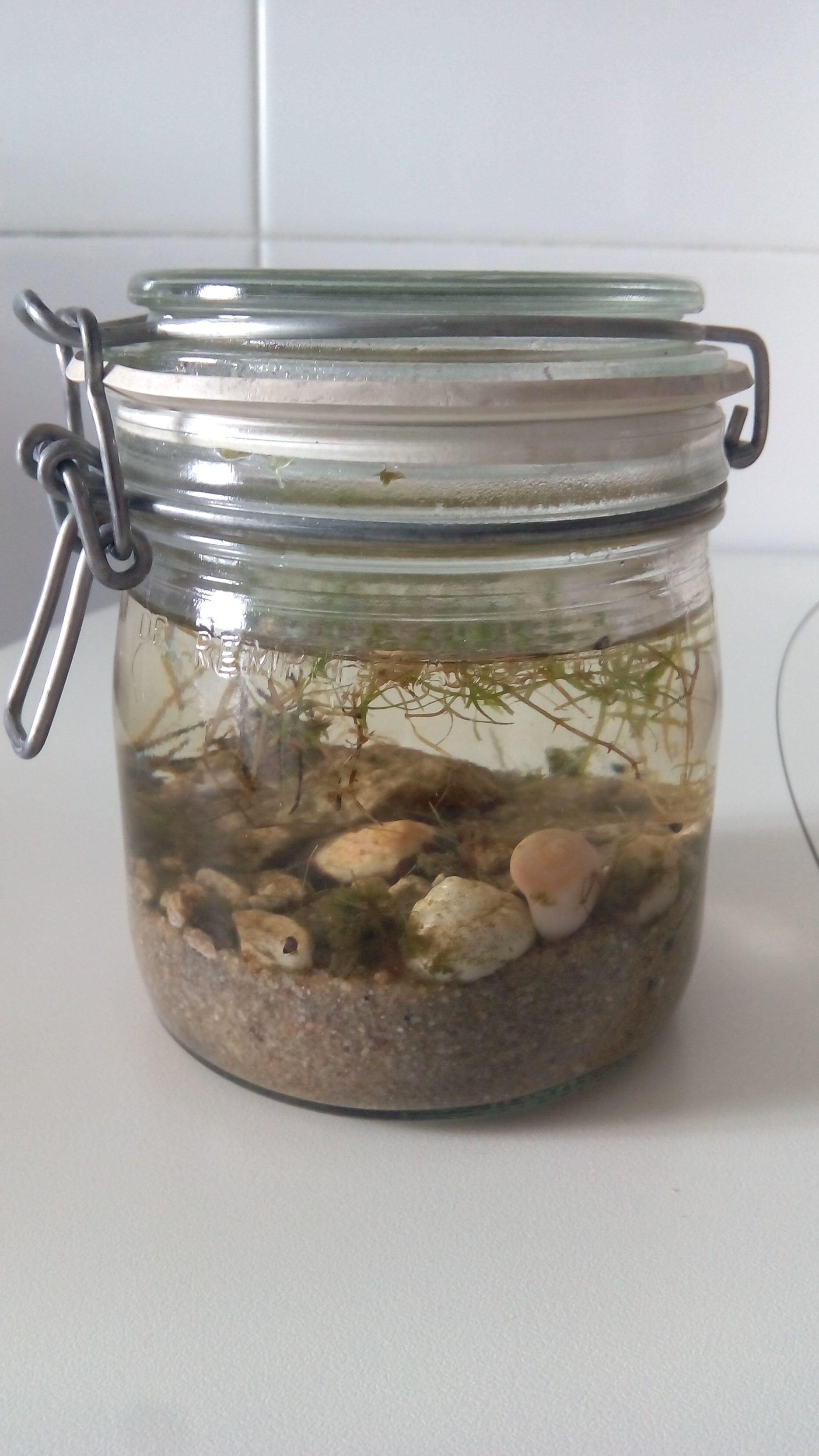
小型生態系統

生態球是一個類似水族箱的東西，為一個密封的玻璃球，內有小蝦、藻、微生物和水，只要能夠提供光，便可模擬一個自給自足的生態系統。

## 起源
生態球（Ecosphere）是一微小的、封閉的「微型世界」，其環境可支持球內的動植物生存。美國太空總署（NASA）火箭推進實驗室（Jet Propulsion Laboratory）進階生命支持計劃（Advanced Life-support Program）的科學家漢生（Dr Joe Hanson）最先發現細小的鹽水蝦、藻及蝸牛可在一封閉之系統內生存一段很長時間。
太空總署在1980年代初開始對此系統發生興趣，此「微型地球」系統可令人們對地球的生物圈有更多的了解，也可為研究太空人在太空長時間生存所須之自給自足社區提供更多的資料。在太空生存的人類需要在生態上控制其環境，使環境能不斷的自我循環。
此技術其後在太空總署之技術轉移計劃（Technology Transfer Program）中被私人公司（Ecosphere Associates Inc.）用以制造生態球。該公司也應用相同的原理制作了半封閉的淡水生態系統。

## 原理
- 藻在光合作用下為小蝦和微生物提供氧氣，亦為小蝦提供食物。
- 小蝦的排泄物會被微生物分解，成為微生物和藻的養分。

生態球是一個密封的生態系統，就像地球一樣。生態球由透明的玻璃球體組成，內有小蝦、藻類、細菌、經過濾的海水、Gorgonia、小石及空氣（太空總署的設計內還有小蝸牛）。Gorgonia是無生命的樹枝狀物質。
生態球擁有與地球一樣的部份重要成份。生態球中的小石代表地球的土地，有約三分二的水及三分一的空氣，能量來源同樣是陽光，當然還有生命：蝦、藻及細菌。
生態球內進行的生態循環代表著簡化了的地球生態循環。光線及水中的二氧化碳讓藻類可進行光合作用，產生氧氣，它們也會使用水中的無機營養物，藻類因此是系統中之生產者（producer）；小蝦呼吸用去氧氣，放出二氧化碳，並以藻類及細菌為食物，排出廢物，故此小蝦是消費者（consumer）；細菌則把小蝦之排泄物分解成無機營養物，供藻類使用，所以細菌成為分解者（decomposer）。Gorgonia及小石為微生物提供藏身處，免被小蝦所吃，也為細菌提供生長地方，讓其能作分解者分解生態系統中之廢物。因此，生態球內的食物及氣體皆可以不斷的循環使用。
生態球是密封的，因此基本上不能加入任何食物或氣體，唯一可進入系統的是光線，整個系統也是靠光線作為能量推動的。

## 用具
- 海草
- 小蝦
- 水
- 砂子
- 玻璃瓶
- 樹枝

## 實驗步驟
1. 準備一個玻璃瓶，用清水沖洗乾淨。
2. 在玻璃瓶裡放入乾淨的水。
3. 把砂或岩石放進玻璃瓶裡。
4. 等待兩天，並確保水中並沒有氯氣。
5. 把海藻和小蝦放進玻璃瓶裡。
6. 可適當加入硝化菌使水質穩定